# Mechtild Oechsle
Mechtild Oechsle-Grauvogel (* 20. Februar 1951 in Eislingen; † 12. März 2018 in Bremen) war eine deutsche Soziologin und Professorin an der Universität Bielefeld.

## Werdegang
Mechtild Oechsle studierte von 1970 bis 1975 und von 1978 bis 1981 Soziologie, Politikwissenschaft und Germanistik an der Justus-Liebig-Universität Gießen. 1975 und 1977 legte sie das erste und zweite Staatsexamen für das Lehramt an Haupt- und Realschulen ab. Von 1981 bis 1987 war sie wissenschaftliche Mitarbeiterin an der Universität Bremen in mehreren arbeits- und jugendsoziologischen Forschungsprojekten. 1986 promovierte sie an der Justus Liebig-Universität Gießen zum Dr. phil. mit der Dissertation „Der ökologische Naturalismus. Zum Verhältnis von Natur und Gesellschaft im ökologischen Diskurs“. Von 1988 bis 1994 war sie wissenschaftliche Mitarbeiterin im Sonderforschungsbereich 186 „Statuspassagen und Risikolagen im Lebensverlauf“, hatte ein Postdoc-Stipendium im Graduiertenkolleg „Geschlechterverhältnis und sozialer Wandel“ und war wissenschaftliche Assistentin im Studiengang Sozialwissenschaft der Universität Bremen.
Von 1994 bis zu ihrem Ruhestand war Mechtild Oechsle C3-Professorin für Sozialwissenschaften mit dem Schwerpunkt Berufsorientierung und Arbeitswelt/Geschlechterverhältnisse an der Fakultät für Soziologie der Universität Bielefeld.
Mechtild Oechsle-Grauvogel war mit dem Richter am Arbeitsgericht und späteren Vizepräsidenten des Landesarbeitsgerichts Bremen Michael Grauvogel verheiratet, sie haben zwei Kinder.

## Forschungsschwerpunkte und Arbeitsgebiete
Forschungsschwerpunkte von Mechtild Oechsle waren Lebensführung und Handlungsstrategien, kulturelle Leitbilder und Deutungsmuster in verschiedenen Lebensphasen und Statusübergängen vor dem Hintergrund des Strukturwandels von Erwerbsarbeit und der Modernisierung geschlechtsspezifischer Lebensführung. Sie hat in vielen empirischen Studien die Lebensplanung junger Frauen, den Übergang von der Schule in Studium und Beruf sowie den Übergang in Elternschaft und Probleme der Vereinbarkeit und Work Life Balance im Kontext von Arbeitsorganisationen untersucht.
Sie war beteiligte Hochschullehrerin im DFG-Graduiertenkolleg „Geschlechterverhältnisse und sozialer Wandel“ der Universitäten Bielefeld, Bochum und Dortmund und im SFB 882 „Von Heterogenitäten zu Ungleichheiten“ der Universität Bielefeld, Vorstand des Interdisziplinären Frauenforschungszentrums (IFF) der Universität Bielefeld und war Mitherausgeberin der Buchreihe „Geschlecht und Gesellschaft“.

## Publikationen
- mit Brigitte Liebig (Hrsg.): Fathers in Work Organizations. Inequalities and Capabilities, Rationalities and Politics. Barbara Budrich Publishers, Opladen / Berlin / Toronto 2017, ISBN 978-3-8474-0703-4.
- mit Gudrun Hessler, Ingrid Scharlau (Hrsg.): Studium und Beruf: Studienstrategien – Praxiskonzepte – Professionsverständnis. Perspektiven von Studierenden und Lehrenden nach der Bologna-Reform. Bielefeld: transcript Verlag, 2013, ISBN 978-3-8376-2156-3.
- mit Ursula Müller, Sabine Hess (Hrsg.): Fatherhood in Late Modernity. Cultural Images, Social Practices, Structural Frames. Barbara Budrich, Opladen 2012, ISBN 978-3-86649-375-9.
- mit Helen Knauf, Christiane Maschetzke, Elke Rosowski: Abitur und was dann? Berufsorientierung und Lebensplanung junger Frauen und Männer und der Einfluss von Schule und Eltern. VS Verlag, Geschlecht und Gesellschaft, Wiesbaden 2009, ISBN 978-3-8100-3925-5.
- mit Karin Jurczyk (Hrsg.): Das Private neu denken – Erosionen, Ambivalenzen, Leistungen. Westfälisches Dampfboot, Münster 2008, ISBN 978-3-89691-221-3.
- mit Anina Mischau (Hrsg.): Arbeitszeit – Familienzeit – Lebenszeit. Verlieren wir die Balance? (= Zeitschrift für Familienforschung. Schwerpunktheft 5). 2005, ISBN 3-8100-4167-X.
- mit Karin Wetterau (Hrsg.): Politische Bildung und Geschlechterverhältnis. Leske + Budrich, Opladen 2000, ISBN 3-8100-2476-7.
- mit Birgit Geissler (Hrsg.): Die ungleiche Gleichheit. Junge Frauen und der Wandel im Geschlechterverhältnis. Leske + Budrich, Opladen 1998, ISBN 3-8100-2156-3.
- mit Birgit Geissler: Lebensplanung junger Frauen. Zur widersprüchlichen Modernisierung weiblicher Lebensläufe. (= Status Passages and the Life Course. Vol. X). Deutscher Studienverlag, Weinheim 1996, ISBN 3-89271-692-7.
- Der ökologische Naturalismus. Zum Verhältnis von Natur und Gesellschaft im ökologischen Diskurs. Campus, Frankfurt am Main / New York 1988, ISBN 3-593-33909-9.